# Processo di esecuzione
Il processo esecutivo è rivolto alla soddisfazione dell'interesse del creditore, che deve ottenere ciò che gli è dovuto nel quadro e con le garanzie dell'ordinamento giuridico, nei limiti di quanto la legge o il giudice stabilisce. 
Si affianca (in molti casi in rapporto di strumentalità) al processo di cognizione, diversamente rivolto all'accertamento del diritto, all'ottenimento di una sentenza di condanna ovvero alla costituzione, modificazione o estinzione di un rapporto giuridico. 
Il processo esecutivo presuppone l'esistenza di un valido titolo esecutivo.
Tra i processi esecutivi occorre primariamente distinguere l'espropriazione forzata, mediante la quale viene soddisfatta una pretesa del creditore avente ad oggetto una somma di danaro, dall'assegnazione forzata, in cui il bene o il credito è trasferito al creditore istante, attraverso l'intervento giudiziale, dall'esecuzione in forma specifica, avente ad oggetto la consegna o il rilascio di beni mobili o immobili determinati oppure un obbligo di fare o di non fare.
L'espropriazione forzata, a sua volta, può avere ad oggetto beni mobili, beni immobili o crediti del debitore. Il primo atto dell'espropriazione forzata è il pignoramento, ossia un atto mediante il quale il creditore, anche per tramite dell'ufficiale giudiziario, imprime un vincolo di indisponibilità sui beni del debitore. Dopodiché si procede alla vendita forzata o all'assegnazione dei beni pignorati ed, infine, alla distribuzione della somma ricavata in favore del creditore procedente e dei creditori intervenuti.
L'esecuzione forzata in forma specifica segue, invece, le specifiche forme procedimentali disciplinate dagli artt. da 608 a 611 c.p.c. nonché 2930 c.c. (per l'esecuzione forzata per consegna o rilascio) e dagli artt. da 2931 a 2933 c.c. e da 612 a 614 c.p.c. (per l'esecuzione forzata di obblighi di fare e di non fare).
Infine, il processo di esecuzione, quale procedura esecutiva individuale, va distinto dalle procedure concorsuali.